# Polyacanthonotus africanus
Espèce
Synonymes
- Macdonaldia africana Gilchrist & von Bonde, 1924[1]
- Polyacanthonotus vaillanti Fowler, 1934[1]

Polyacanthonotus africanus est une espèce de poissons de la famille des Notacanthidae.

## Systématique
L'espèce Polyacanthonotus africanus a été initialement décrite en 1924 par l'ichtyologiste écossais John Dow Fisher Gilchrist (1866-1926) et le biologiste marin australien Cecil von Bonde (d) (1895-1983) sous le protonyme de Macdonaldia africana.
Pour l’ITIS ce taxon n'est pas valide et lui préfère Polyacanthonotus challengeri (Vaillant, 1888), dès lors que pour le WoRMS il s'agit de deux espèces distinctes et valides.

## Répartition
Polyacanthonotus africanus se rencontre dans l'Atlantique est depuis le Maroc, les Açores et les Canaries jusqu'à l'Afrique du Sud et, dans l'Atlantique ouest depuis le New Jersey jusqu'au golfe du Mexique et les Caraïbes.
Cette espèce est présente entre 700 et 3 000 m de profondeur mais, plus fréquemment, entre 1 500 et 2 000 m.

## Description
Polyacanthonotus africanus est un poisson de forme allongée pouvant mesurer jusqu'à 50 cm.

## Publication originale
- (en) John D. F. Gilchrist et Cecil von Bonde, « Deep-sea fishes procured by the S.S. "Pickle" (Part II) », Report Fisheries and Marine Biological Survey, Union of South Africa, vol. 3, no 7,‎ 25 février 1924, p. 1-24.

## Écologie et comportement
Polyacanthonotus africanus est une espèce benthopélagique, ce qui signifie qu’elle vit principalement près du fond marin tout en pouvant effectuer des déplacements dans la colonne d'eau. Ce poisson se nourrit principalement de petits organismes benthiques tels que les crustacés, les polychètes et d'autres invertébrés présents dans les sédiments.
Les connaissances sur son cycle de vie sont limitées en raison de sa répartition en eaux profondes. Cependant, comme d'autres membres de la famille des Notacanthidae, il pourrait présenter une reproduction saisonnière, avec une migration verticale limitée pour pondre ses œufs dans des zones favorables à la survie des larves.
En raison de sa distribution dans des zones éloignées et profondes, l'espèce est rarement capturée ou observée, ce qui en fait un sujet d'intérêt pour les biologistes marins étudiant la biodiversité des abysses.